# Kanton Franconville
Der Kanton Franconville ist seit 1967 ein französischer Wahlkreis im Arrondissement Argenteuil, im Département Val-d’Oise und in der Region Île-de-France; sein Hauptort ist Franconville.

## Gemeinden
Der Kanton besteht aus zwei Gemeinden mit insgesamt 65.110 Einwohnern (Stand: 1. Januar 2022) auf einer Gesamtfläche von 14,67 km²:
| Gemeinde              | Einwohner 1. Januar 2022 | Fläche km² | Dichte Einw./km² | Code INSEE | Postleitzahl |
| --------------------- | ------------------------ | ---------- | ---------------- | ---------- | ------------ |
| Cormeilles-en-Parisis | 27.086                   | 8,48       | 3.194            | 95176      | 95240        |
| Franconville          | 38.024                   | 6,19       | 6.143            | 95252      | 95130        |
| Kanton Franconville   | 65.110                   | 14,67      | 4.438            | 9510       | –            |

Bis zur Neuordnung bestand der Kanton Franconville aus der Gemeinde Franconville. Sein Zuschnitt entsprach einer Fläche von 6,19 km2.

## Bevölkerungsentwicklung
| 1962   | 1968   | 1975   | 1982   | 1990   | 1999   | 2006   | 2011   |
| ------ | ------ | ------ | ------ | ------ | ------ | ------ | ------ |
| 11.185 | 16.205 | 24.231 | 32.948 | 33.802 | 33.492 | 32.988 | 33.512 |